# Italservice Calcio a 5
La Società Sportiva Dilettantistica Italservice Calcio a 5 a responsabilità limitata è una società di calcio a 5 con sede a Pesaro.
Secondo club più titolato d'Italia, attualmente milita in Serie A, massima divisione del campionato italiano.

## Storia

### I primi anni e le Coppe di categoria
La società PesaroFano Calcio a 5 nasce nell'estate del 2011 dalla fusione tra il Pesaro Five, militante in Serie A2, e il Palextra Fano, vincitore dei play-off di Serie B e dunque neopromosso nella medesima categoria. 
Il primo anno dei biancorossi, dopo la quinta posizione nel girone A della serie cadetta, si chiude ai quarti play-off. La stagione successiva il sesto posto finale non permette l'accesso alle qualificazioni per la promozione.
Nel 2013-2014 dopo il 3º posto in regular season, il PesaroFano arriva, battuto il Came Dosson in semifinale, a giocarsi l'accesso alla massima serie nelle finali play-off, dove però ad avere la meglio saranno gli abruzzesi del Montesilvano. Diverso invece l'esito della Coppa Italia di categoria, dove i rossiniani sconfiggono nella finale di Villorba l'Orte, alzando il primo trofeo della loro storia.
Dopo un'annata senza eventi degni di nota, nella stagione 2016-2017 arriva la seconda Coppa di A2, questa volta davanti al pubblico di Martina Franca. In campionato invece, dopo un'annata in testa di classifica, il 4 marzo 2017, con la vittoria 0-7 in casa della Capitolina Marconi, la compagine pesarese guidata da Cafu conquista la prima storica promozione in massima serie.

### Serie A: subito sul tetto d'Italia
Per la prima stagione in Serie A viene affiancata alla denominazione ufficiale quella di "Pesaro Calcio a 5" e nominato allenatore Ramiro López. La squadra, costruita per raggiungere la qualificazione ai play-off, centra l'obiettivo: i biancorossi affrontano negli ottavi l'Acqua e Saponeuscendone sconfitti, non senza mettere in difficoltà i futuri campioni d'Italia. L'uscita ai quarti contro gli angolani sarà anche in Coppa Italia, organizzata nell'impianto del PalaCampanara. In Coppa della Divisione invece, guadagnato l'accesso alla final four, l'avventura pesarese si interromperà in semifinale per mano del Kaos.
L'estate 2018 segna uno stravolgimento della rosa, con un mercato fortemente orientato a una stagione ai vertici, grazie agli acquisti di parecchi giocatori d'esperienza provenienti dalle non iscritte Luparense (Honorio, Taborda, Miarelli) e Pescara (Canal, Borruto, Caputo, Salas). Come allenatore viene scelto il plurititolato Fulvio Colini. A inizio stagione un nuovo cambio di denominazione porta la società a ridenominarsi Italservice Calcio a 5, adottando il nome dello sponsor principale.
L'annata si rivela, come da aspettativa, trionfale: dopo due finali perse (Coppa della Divisione e Coppa Italia, a giugno arriva infatti la vittoria del primo scudetto per i rossiniani, in casa dell'Acqua e Sapone.

## Cronistoria
| Cronistoria dell'Italservice Calcio a 5 |
| --- |
| - 2011 · Dalla fusione tra Pesaro Five e Palextra Fano nasce il PesaroFano C5. - 2011-12 · 5ª nel girone A di Serie A2. Quarti di finale play-off promozione. - 2012-13 · 6ª nel girone A di Serie A2. - 2013-14 · 3ª nel girone A di Serie A2. Quarti di finale play-off promozione. Finalista di Coppa Italia di Serie A2. - 2014-15 · 3ª nel girone A di Serie A2. Finalista play-off promozione. Vince la Coppa Italia di Serie A2 (1º titolo). - 2015-16 · 5ª nel girone A di Serie A2. Quarti di finale play-off promozione. Semifinalista di Coppa Italia di Serie A2. - 2016-17 · 1ª nel girone A di Serie A2. Promossa in Serie A. Vince la Coppa Italia di Serie A2 (2º titolo). - 2017 · Alla denominazione ufficiale affianca quella di Pesaro C5. - 2017-18 · 7ª in Serie A. Quarti di finale play-off scudetto. Quarti di finale di Coppa Italia. Semifinalista di Coppa della Divisione. - 2018 · Assume la denominazione Italservice C5. - 2018-19 · 2ª in Serie A, Campione d'Italia (1º titolo). Finalista di Coppa Italia. Finalista di Coppa della Divisione. - 2019-20 · 1ª in Serie A. Quarti di finale di Coppa della Divisione. Vince la Supercoppa italiana (1º titolo). Turno élite di Champions League. - 2020-21 · 1ª in Serie A, Campione d'Italia (2º titolo). Vince la Coppa Italia (1º titolo). Sedicesimi di finale di Champions League. - 2021-22 · 1ª in Serie A, Campione d'Italia (3º titolo). Vince la Coppa Italia (2º titolo). Vince la Supercoppa italiana (2º titolo). Turno principale di Champions League. - 2022-23 · 12ª in Serie A. Vince i play-out. Finalista di Coppa Italia. Sedicesimi di finale di Coppa della Divisione. Vince la Supercoppa italiana (3º titolo). - 2023-24 · 8ª in Serie A. Semifinalista play-off scudetto. 2º turno di Coppa Italia. 1º turno di Coppa della Divisione. Semifinalista di Supercoppa italiana. - 2024-25 · 11ª in Serie A. Fase a gironi di Coppa della Divisione. |

## Colori e simboli

### Colori
I colori dell'Italservice C5 sono il bianco e il rosso, comuni allo sport pesarese.

## Strutture

### Palazzetti

#### Campionato
- 2011-oggi PalaCampanara (Pesaro)

#### Champions League
A causa della non sufficiente capienza dell'impianto pesarese, in occasione del turno principale di Champions League 2021 viene utilizzato l'RDS Stadium di Rimini.

## Società

### Sponsor
- 2011-2017 ·  Joma
- 2017-2018 ·  Agla
- 2018-2020 ·  Joma
- 2020-2022 ·  Nike
- 2022-oggi ·  Mizuno

- 2011-oggi · Italservice Bordi (mobili e arredi per la casa)

## Allenatori e presidenti

### Allenatori
- 2011-2012 ·  Gil Marques
- 2012-2016 ·  Roberto Osimani
- 2016-2017 ·  Cafu
- 2017-2018 ·  Ramiro Díaz
- 2018-2022 ·  Fulvio Colini
- 2022-2023 ·  Fulvio Colini,  Davide Bargnesi
- 2023-2024 ·  Fausto Scarpitti
- 2024-2025 ·  Davide Bargnesi

#### Allenatori premiati

##### Panchina d'oro
- Fulvio Colini: 2018-2019, 2019-2020, 2021-2022

### Presidenti
- 2011-2012 ·  Andrea Farabini
- 2012-2016 ·  Carlo Mercantini
- 2016-2023 ·  Lorenzo Pizza
- 2023-oggi ·  Simona Marinelli

## Giocatori

### I capitani
- 2011-2014 ·  Giovanni Ditommaso
- 2014-oggi ·  Felipe Tonidandel

### Vincitori di titoli

#### Campioni del Sud America
- Lucas Bolo (Paraguay 2022)
- Leandro Cuzzolino (Paraguay 2022)
- Cristian Borruto (Paraguay 2022)
- Pablo Taborda (Paraguay 2022)

## Palmarès

### Competizioni nazionali
- Campionato italiano: 3

2018-2019, 2020-2021, 2021-2022
- Coppa Italia: 2

2020-2021, 2021-2022
- Supercoppa italiana: 3

2019, 2021, 2022
- Campionato di Serie A2: 1

2016-2017 (girone A)
- Coppa Italia di Serie A2: 2 (record)

2014-2015, 2016-2017

### Competizioni giovanili
- Campionato italiano Under-21: 1

2011-2012

### Altri piazzamenti
- Coppa della Divisione

Finalista: 2018-2019

## Statistiche e record

### Partecipazione ai campionati
| Livello | Categoria | Partecipazioni | Debutto   | Ultima stagione |
| ------- | --------- | -------------- | --------- | --------------- |
| 1°      | Serie A   | 7              | 2017-2018 | 2023-2024       |
| 2º      | Serie A2  | 6              | 2011-2012 | 2016-2017       |

## Organico

### Rosa
| N° | Naz.                                   | Ruolo | Sportivo          | Anno       |  |  |
| -- | -------------------------------------- | ----- | ----------------- | ---------- |  |  |
| 1  | Argentina (bandiera)                   | POR   | Agustin Lopez     | 02.12.1996 |  |  |
| 3  | Italia (bandiera)                      | LAT   | Alex Ugolini      | 27.08.2001 |  |  |
| 5  | Brasile (bandiera)                     | DIF   | Felipe Tonidandel | 21.05.1990 |  |  |
| 8  | Italia (bandiera)                      | LAT   | Diego Pires       | 18.09.2003 |  |  |
| 6  | Finlandia (bandiera)                   | DIF   | Jukka Kytölä      | 27.12.1988 |  |  |
| 7  | Italia (bandiera)                      | UNI   | Giuliano Fortini  | 08.09.1996 |  |  |
| 10 | Portogallo (bandiera)                  | PIV   | João Miguel       | 02.04.1992 |  |  |
| 11 | Brasile (bandiera)                     | UNI   | Mauro Canal       | 25.06.1986 |  |  |
| 18 | Brasile (bandiera) · Italia (bandiera) | PIV   | Júlio De Oliveira | 08.06.1991 |  |  |
| 21 | Brasile (bandiera) · Italia (bandiera) | LAT   | Murilo Schiochet  | 09.03.1993 |  |  |
| 23 | Brasile (bandiera)                     | UNI   | Eduardo Dalcin    | 23.02.1989 |  |  |
| 27 | Italia (bandiera)                      | POR   | Manuel Cianni     | 27.07.2001 |  |  |
| 31 | Brasile (bandiera)                     | PIV   | Ruan Alflen       | 28.02.1998 |  |  |
| 37 | Italia (bandiera)                      | POR   | Davide Putano     | 09.06.1985 |  |  |

### Under-19
| N° | Naz.                 | Ruolo | Sportivo             | Anno       |  |  |
| -- | -------------------- | ----- | -------------------- | ---------- |  |  |
| 2  | Italia (bandiera)    | LAT   | Diego Della Costanza | 2005       |  |  |
| 12 | Italia (bandiera)    | POR   | Tommaso Vesprini     | 18.01.2004 |  |  |
| 16 | Finlandia (bandiera) | LAT   | Aaro Pappanen        | 11.10.2004 |  |  |

### Staff tecnico
- Fulvio Colini - Allenatore
- Davide Bargnesi - Vice allenatore e preparatore atletico
- Paolo Del Grosso - Preparatore dei portieri
- Pietro Sodani - Medico sociale
- Alessio Irace - Covid manager
- Giovanni Malfoglia - Giovanni Malfoglia